# Stade Achille Hammerel
Das Stade Achille Hammerel ist ein Fußballstadion im Stadtteil Bonneweg-Nord/Verlorenkost der luxemburgischen Hauptstadt Luxemburg. Es verfügt über 5000 Plätze, von denen 814 Sitzplätze sind. Es ist die Heimspielstätte des Fußballvereins Racing FC Union Luxembourg. Bis 2005 war der Vorgängerclub Union Luxembourg, der dort seine Spiele im Europapokal austrug, im Stadion beheimatet.
Am 6. Juni 1971 fand im Stadion das erste Rock-Open-Air-Konzert in Luxemburg statt, bei dem u. a. Deep Purple aufgetreten ist.

## Galerie

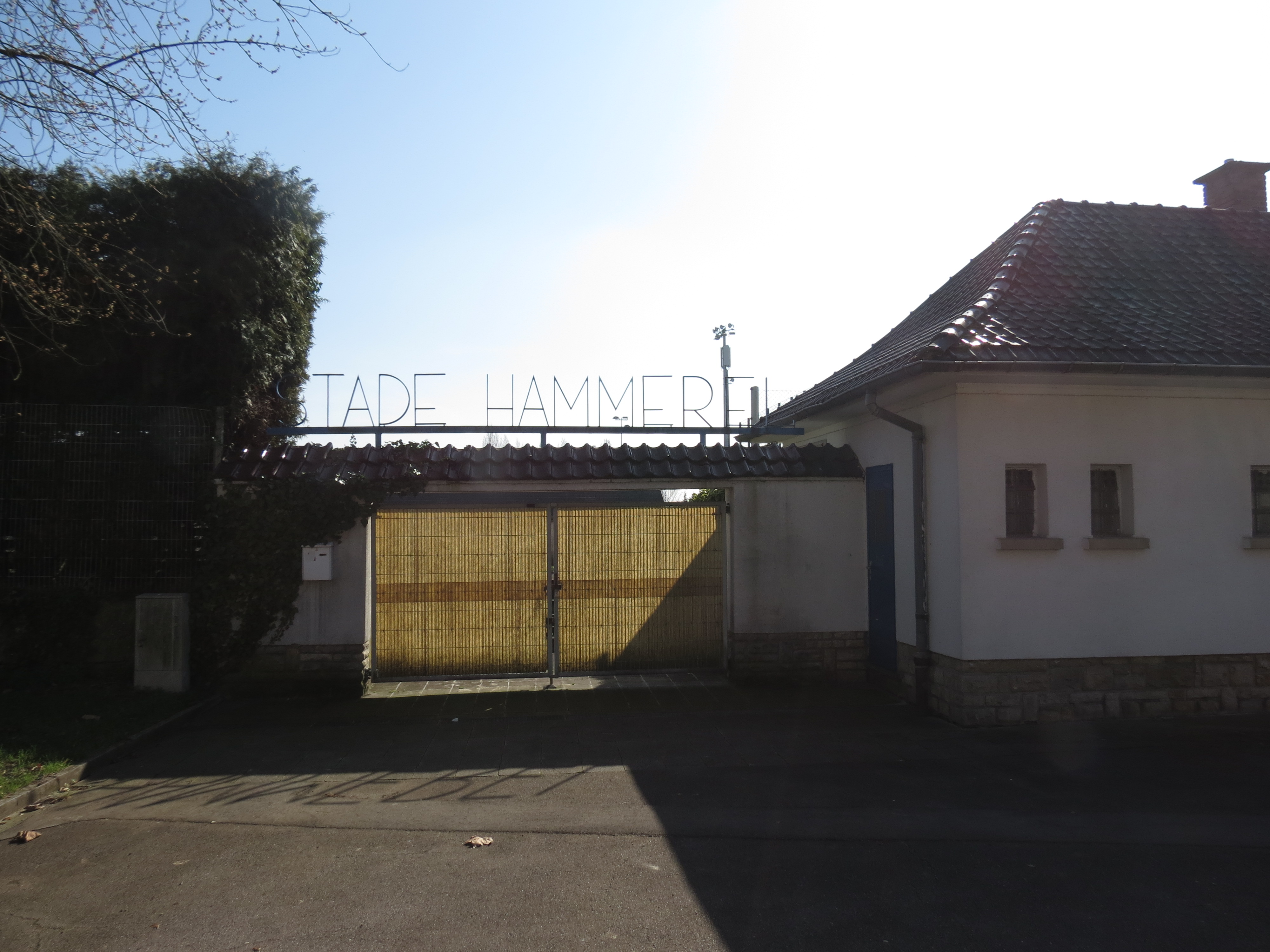
Eingang (2014)
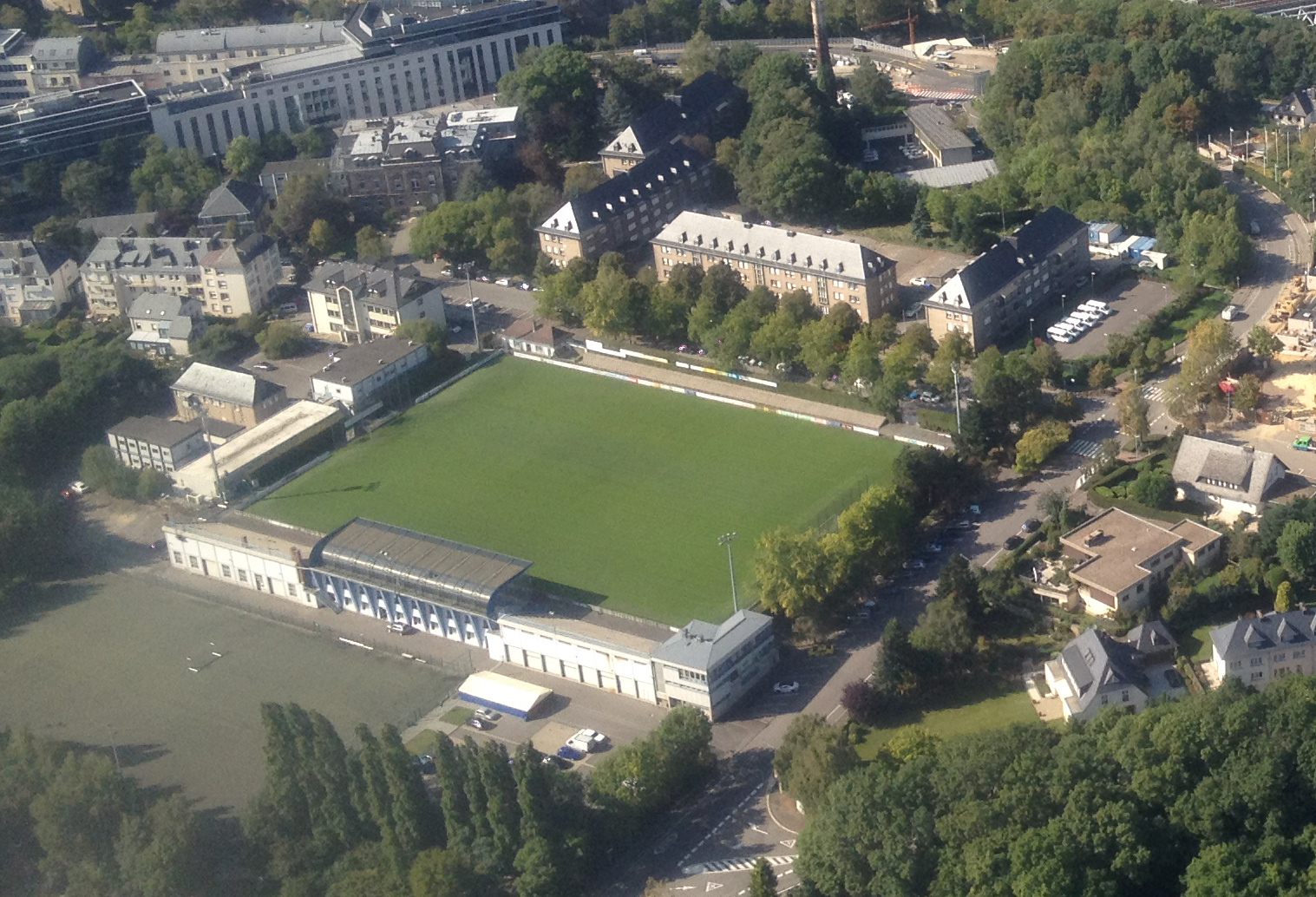
Luftbild von 2014
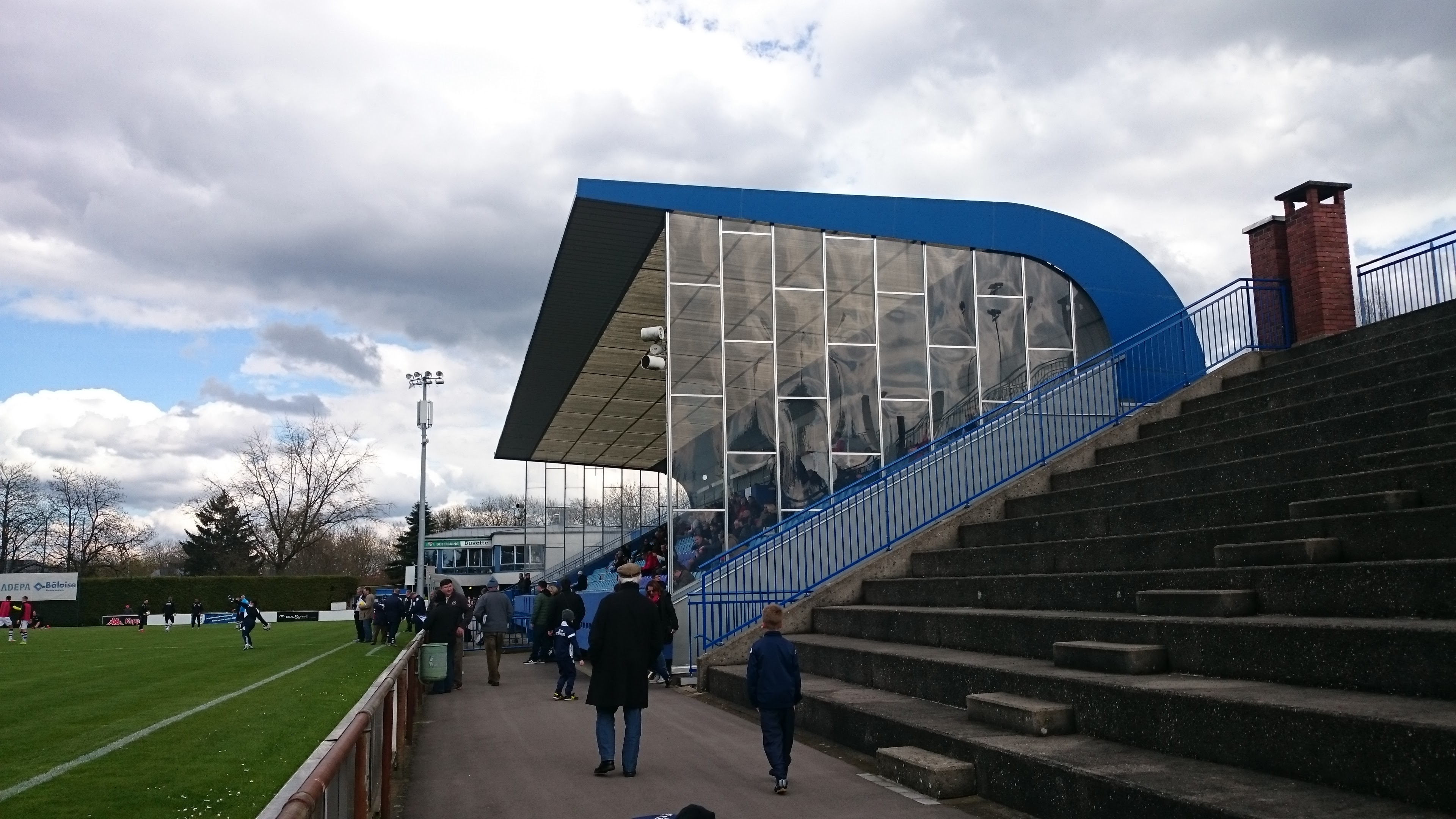
Die Haupttribüne (April 2016)
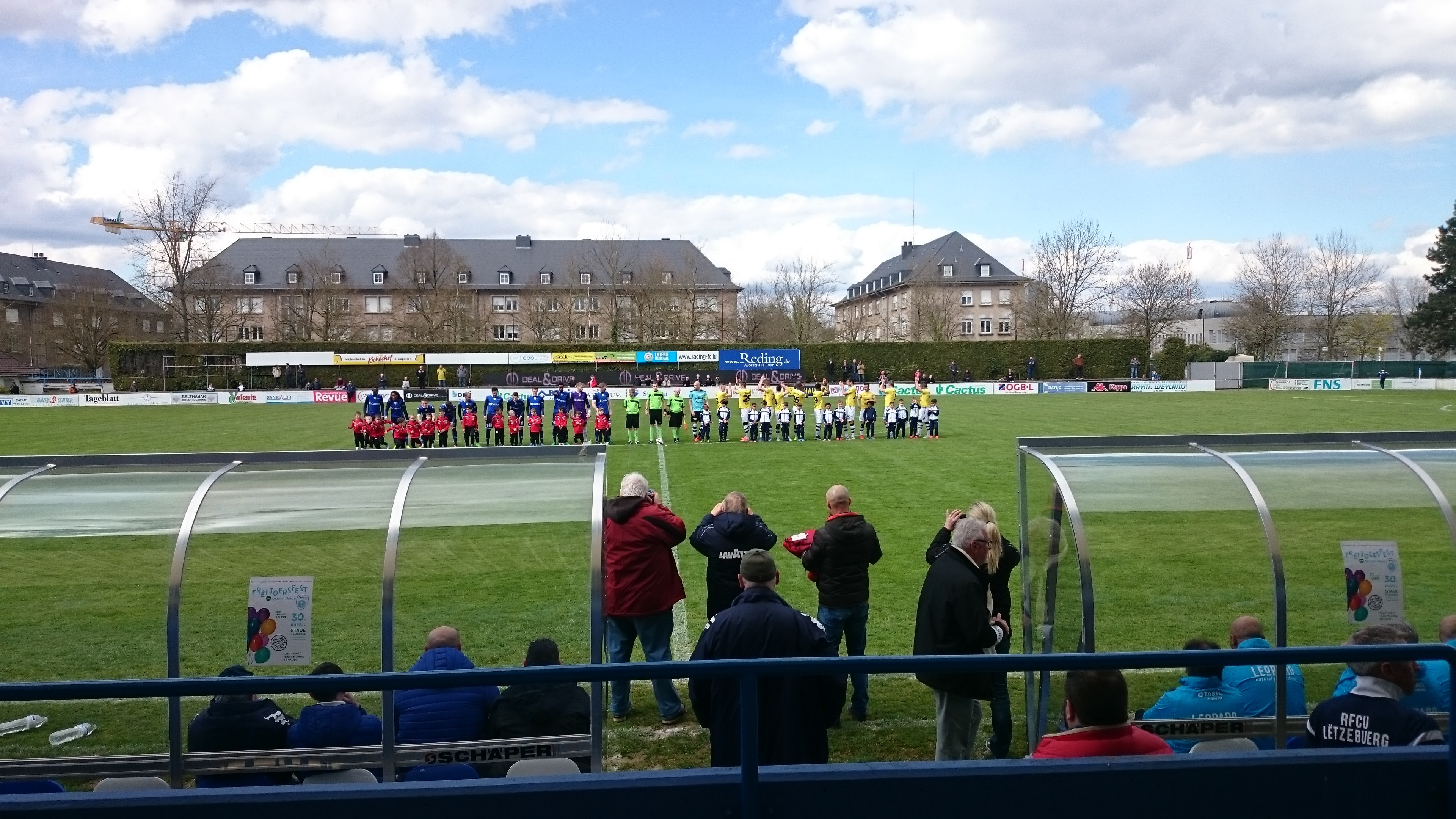
Spiel der BGL Ligue 2015/16 zwischen dem Racing FC Union Luxembourg und dem F91 Düdelingen am 17. April 2016